# Kajetán z Tiene

Svatý Kajetán od Tiepola

Svatý Kajetán z Tiene (též Caietanus, Gaetano di Tiene (1. října 1480, Vicenza – 7. srpna 1547, Neapol) byl italský římskokatolický kněz a řeholník, zakladatel a člen řádu theatinů a světec.

## Život
Pocházel ze šlechtické rodiny Tiene ve vicenzské oblasti. Vystudoval práva a byl promován na univerzitě v Padově. Pracoval jako protonotář. Dále vystudoval teologii a roku 1516 přijal kněžské svěcení. Působil v charitativním bratrstvu sv. Jeronýma ve Vicenze. Roku 1521 se objevil v Benátkách. Při ošetřování nemocných morem roku 1528 se setkal s Jeronýmem Emilianim, jehož příkladu následoval. Byl mimo jiné duchovním vůdcem bl. Marie Lorenzy Longo, zakladatelky řádu klarisek-kapucínek.
V Římě se spolu s jezuitou sv. Ignácem a sv. Karlem Boromejským zasadil o reformy řeholního života a myšlenku kongregací regulovaných kanovníků. V roce 1524 založil spolu s biskupem v Chieti, Giovanni Pietrem Caraffou, pozdějším papežem Pavlem IV., společenství řeholních kleriků, které schválil papež Klement VII. Centrum theatinů bylo později přesunuto do Neapole, kde Kajetán léčil nemocné morem a konal zázračná uzdravení. Tam je také Kajetán pohřben v bazilice San Paolo Maggiore. Nedaleko od ní na náměstí byla vztyčena poutní socha sv. Kajetána.
Kajetán byl blahořečen roku 1629 a svatořečen v roce 1671.

## Ikonografie
Sv. Kajetán bývá zobrazován jako příslušník řádu regulovaných kleriků v černém taláru (theatini neměli vlastní řádový oděv), prostovlasý s krátkým plnovousem a charakteristickou portrétní fyziognomií.
Jako atributy nosí kříž, okřídlené srdce, lilii, doprovázejí jej ptáci, klasy, roh hojnosti, zřídka drží v náručí Ježíška.
Legendární scény:

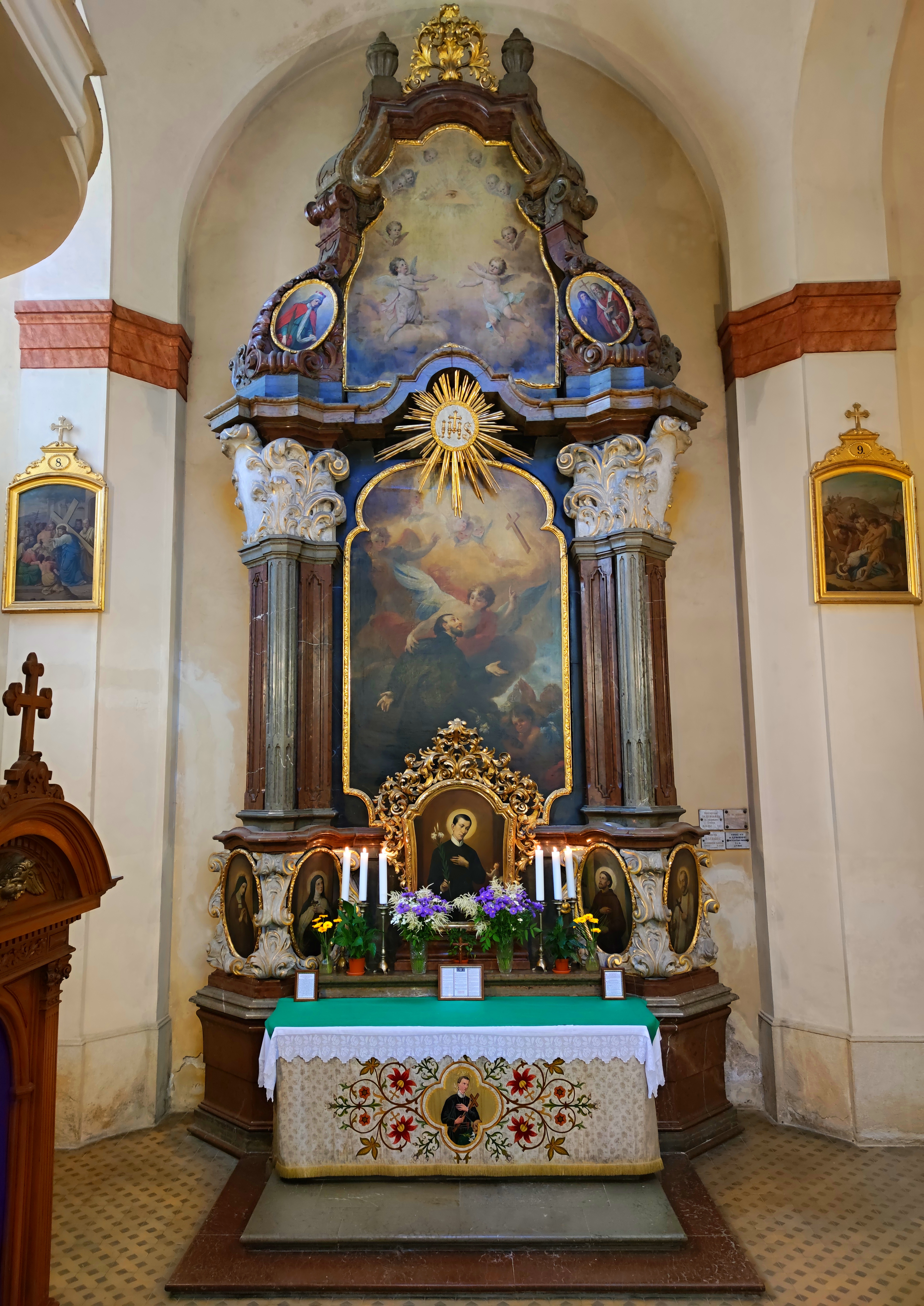
Oltář sv. Kajetána v kostele Panny Marie Matky ustavičné pomoci a sv. Kajetána

- Matka držící v rukou nemocného novorozeného Kajetána žádá o uzdravení Pannu Marii.
- Pavel IV. a Kajetán zakládají řád theatinů.
- Kajetán léčí nemocné morem.
- Smrt a pohřeb sv. Kajetána v Neapoli.

## Patrocinium
- město Neapol; pohřební kaple se sarkofágem sv. Kajetána v kostele San Paolo Maggiore
- město Vicenza
- Palermo, kostel sv. Kajetána
- Madrid, kostel sv. Kajetána
- Mnichov, kostel sv. Kajetána
- Vídeň, kostel sv. Kajetána
- Praha - Malá Strana, kostel Panny Marie Matky ustavičné pomoci a svatého Kajetána v Nerudově ulici; na objednávku malostranských theatinů Ferdinand Maxmilián Brokoff vytvořil sousoší sv. Kajetána pro Karlův most
- kostel sv. Kajetána, Goa, Indie.